# Territorio di Belfort
Il Territorio di Belfort /bɛlˈfɔʀ/ (in francese Territoire de Belfort) è un dipartimento francese della regione Borgogna-Franca Contea.

## Geografia fisica
Il territorio del dipartimento confina con i dipartimenti del Doubs a sud, dell'Alta Saona a ovest, dei Vosgi a nord e dell'Alto Reno a nord-est, oltre che con il cantone svizzero del Giura a sud-est.
È il più piccolo dipartimento francese dopo Parigi e i dipartimenti della "piccola corona" (Hauts-de-Seine, Senna-Saint-Denis e Valle della Marna).

## Storia
Quando nel 1871, in seguito alla guerra franco-prussiana, venne stipulato il trattato di Francoforte, la Germania vittoriosa chiese ed ottenne l'annessione dei territori dell'Alsazia-Lorena (corrispondente agli attuali dipartimenti dell'Alto Reno, del Basso Reno e della Mosella).
Una piccola porzione dell'Alsazia, ossia la regione di Belfort nel dipartimento dell'Alto Reno, rimase tuttavia sotto sovranità francese e venne pertanto scorporata dal territorio alsaziano.
Tale decisione fu dovuta principalmente a due motivi:
- a differenza del resto dell'Alsazia-Mosella, in cui la popolazione era di lingua e cultura tedesca, la zona di Belfort era francofona;
- la guarnigione francese, comandata dal colonnello Pierre Denfert-Rochereau, aveva resistito eroicamente all'assedio delle truppe prussiane fino alla fine della guerra.

Dal 1871 il così costituito territorio di Belfort mantenne lo statuto speciale di arrondissement residuo dell'Alto Reno, con un amministratore anziché un prefetto e una commissione dipartimentale al posto di un consiglio generale.
Con la restituzione dell'Alsazia-Lorena in seguito alla prima guerra mondiale ed il ripristino dei vecchi dipartimenti, il territorio di Belfort non venne più riunito al dipartimento dell'Alto Reno, bensì eretto, nel 1922, a novantesimo dipartimento francese e divenne parte della Franca Contea.